# 哈德威克 (加利福尼亞州)
哈德威克（英語：Hardwick）是位於美國加利福尼亞州金斯縣的一個人口普查指定地區。

## 地理
哈德威克的座標為36°24′05″N 119°43′07″W / 36.40139°N 119.71861°W，而該地最高點為海拔高度76米（即249英尺）。

## 人口
根據2010年美國人口普查的數據，哈德威克的面積為0.359平方千米，當中陸地面積為0.359平方千米，而水域面積為0.000平方千米。當地共有人口138人，而人口密度為每平方千米384人。